# 페트라 켈리

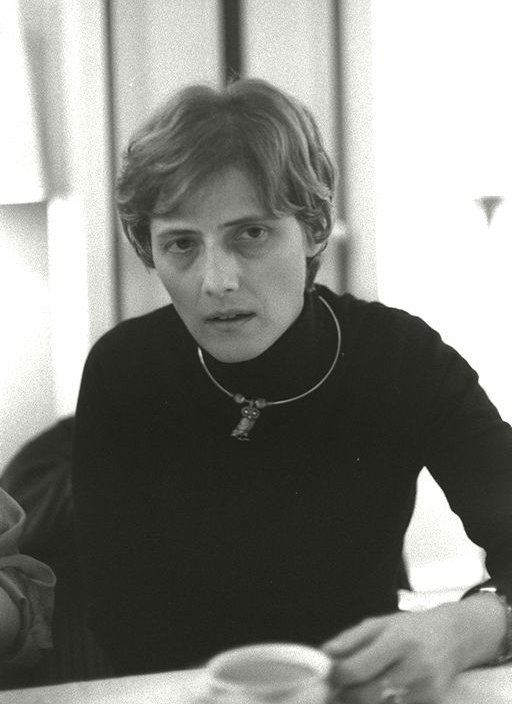
페트라 켈리(1987년)

페트라 카린 켈리(독일어: Petra Karin Kelly, 1947년 11월 29일~1992년 10월 1일)는 독일의 정치인이자 환경운동가다. 그녀는 1979년 녹색당(German Green Party) 창립인물 중 한 명이며 초대 의장이며, 1982년 Right Livelihood Award를 수상하였다.

## 생애
1947년 11월 29일에 독일의 바이에른 퀸즈부르크에서 태어났다. 페트라가 6세 때 부모님이 이혼하였고, 이에 따라 어머니는 생계를 책임지게 되고 그에 따라서 페트라는 할머니의 영향을 많이 받게 되었다. 12세 때 어머니의 미국인과의 재혼으로 인해 미국으로 이주하게 된다. 워싱턴에 위치한 아메리칸 대학의 정치학과에서 국제정치를 전공하였으며, 또한 암스테르담 대학에서 정치학과 유럽통합에 대해서 연구하였다. 유럽공동체에서 일하면서 동시에 여성운동, 평화운동, 반핵운동에 적극적으로 참가하였다.

## 녹색당 창당과 활동
독일에서의 1960년대 기성세대에 대한 저항운동이 정치에 반영되자, 그에 따라 기존의 정치도 많은 영향을 받았다. 정치와는 관련이 없는 주변의 일상적인 문제를 논의하는 단체가 늘어나기 시작했다. 페트라는 그 중 하나인 'BUU(시민주도 환경보호 전국연합)'에 가담하였다. 1977년에 BUU의 상임위원으로 선출된다. 그 뒤에 본격적으로 헬무트 골비처, 하인리히 뷜 등과 함께 녹색당을 만들어 선거에 나갈 후보로 선출된다. 1980년 1월 독일의 녹색당이 창당되었다. 1983년 총선에서 녹색당은 5.6%의 지지율을 얻어 총 26명으로 연방의회에 진출하게 된다. 8년 후에 당내 노선 갈등과 미숙한 운영으로 인해 녹색당은 결국 원외로 쫓겨나게 되었고, 페트라도 의원직을 상실하게 되었다.

## 사망
1992년 10월에 페트라의 연인이었던 게르트 바스티안에 의해 권총으로 살해당했고 그 뒤에 바스티안은 자살하였다. 바스티안은 전직 나토사령관을 지냈고 페트라와 녹색운동을 함께 주도한 인물이었다. 페트라와 돈독한 사이의 바스티안이 페트라를 살해한 동기가 에매모호하여 페트라의 죽음에는 여러 가지 추측이 난무하는데, 제3자가 개입되었다는 주장까지도 있다.

## 사후
사후에 하인리히 뵐 재단에서는 페트라켈리상을 제정하여 전 세계적으로 의미있는 활동을 펼친 활동가를 지원하고 있다.

## 경력
- 1980년 독일 녹색당 의장
- 1977년 환경보호 시민운동 전국연합 상임위원
- 1972년 유럽공동체 경제사회위원회 행정사무관

## 참조
1. ↑  Daum 지식-페트라 켈리(1947~1992)[깨진 링크(과거 내용 찾기)]
2. ↑  네이버캐스트-평화로운 세상을 꿈꾸는 녹색의 잔다르크 페트라 켈리
3. ↑  네이버캐스트-평화로운 세상을 꿈꾸는 녹색의 잔다르크 페트라 켈리
4. ↑  다르게 생각하고 행동할 수 있는 자유-페트라 켈리, <<우리와 다음>>, 2005. 3-4월호
5. ↑  (이사람)페트라 켈리, <<해럴드 생생>>, 2006. 6. 25